# Pond Ridge
Pond Ridge är en bergstopp i Antarktis. Den ligger i Västantarktis. Inget land gör anspråk på området. Toppen på Pond Ridge är 1 032 meter över havet.
Terrängen runt Pond Ridge är lite bergig. Trakten är obefolkad. Det finns inga samhällen i närheten.